# Nils Petersen
Nils Petersen (pronunciació alemanya: [ˈniːls ˈpeːtɐzn̩, ˈnɪls -]; 6 de desembre del 1988 a Wernigerode, Saxònia-Anhalt, Alemanya Oriental) és un futbolista alemany que actualment juga de davanter centre pel Freiburg.